# Schloss Cany

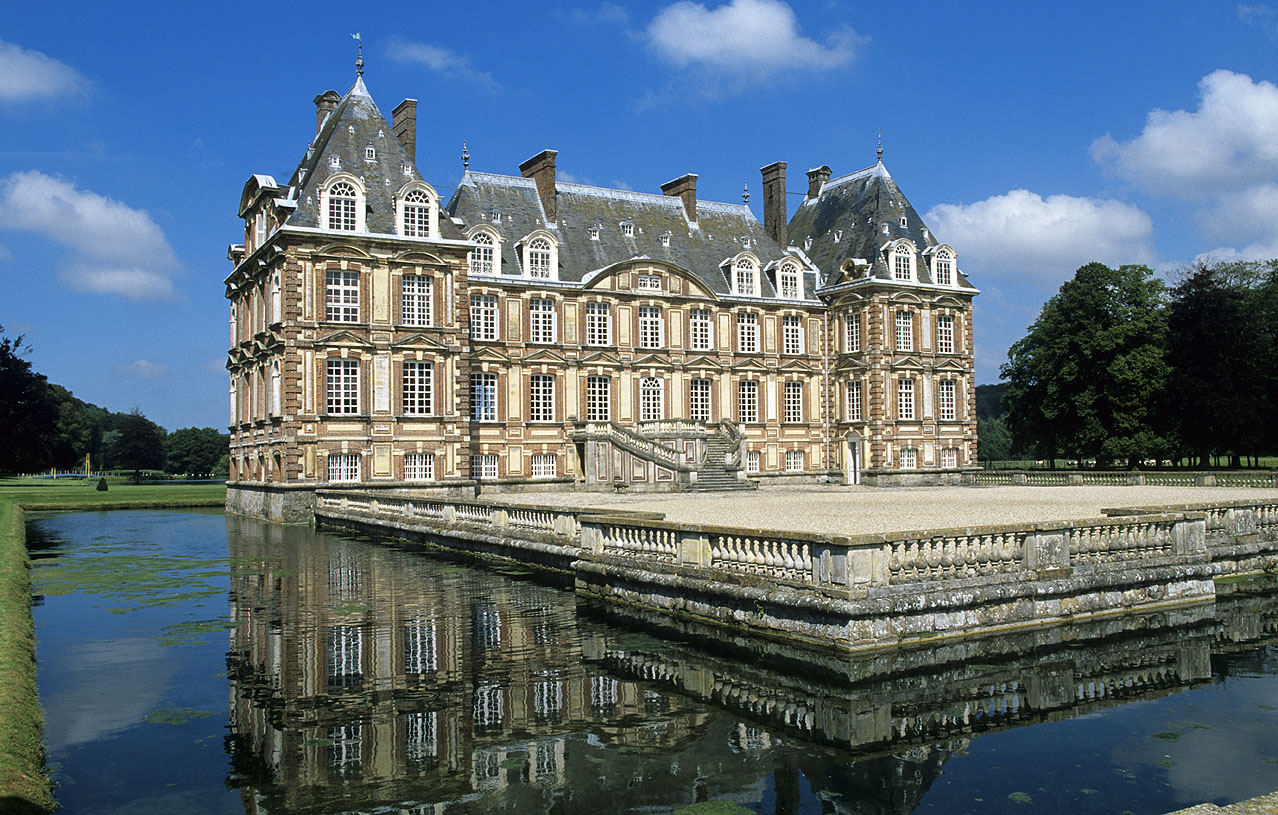
Logis des Schlosses Cany, Ansicht von Südwesten

Das Schloss Cany (französisch Château de Cany) ist eine Schlossanlage in der französischen Gemeinde Cany-Barville im Département Seine-Maritime. Es wurde am Ende der Regierungszeit König Ludwigs XIII. von Pierre Le Marinier als Familienwohnsitz errichtet und in der Folgezeit nur wenig verändert. Sogar die Französische Revolution überstand das Anwesen unbeschadet. Unter der Familie Montmorency-Luxembourg um das Jahr 1830 erneuert und zum Teil verändert, gelangte die Anlage durch Heirat an die Grafen von Hunolstein und schließlich im ersten Viertel des 20. Jahrhunderts in den Besitz der Familie de Dreux-Brézé. Deren Nachfahren sind noch heute die Schlossherren.
Erste Partien der Schlossanlage, die etwa zwei Kilometer südlich des Ortskerns steht, wurden am 14. April 1930 als Monument historique unter Denkmalschutz gestellt. Am 7. Dezember 1990 folgten weitere Teile.

## Geschichte
Das Land, auf dem das Schloss im 17. Jahrhundert errichtet wurde, gehörte früher zur Seigneurie Barville, die sich seit Ende des 16. Jahrhunderts im Besitz der Familie Le Marinier befand. Nachdem Pierre Le Marinier 1626 neuer Herr von Barville geworden war, kaufte er am 18. August 1634 Adrien de Breauté die benachbarte Seigneurie Cany ab und vereinigte die beiden Herrschaften zur neuen Seigneurie Cany. Ab 1640 begann er mit dem Neubau eines Schlosses im Stil Louis-treize, das zwar auf dem Land der ehemaligen Seigneurie Barville errichtet wurde, seinen Namen aber nach der Seigneurie Cany erhielt. Es ersetzte den bisherigen, weniger repräsentativen und bescheideneren Wohnsitz der Familie in der Ortschaft Barville, bestehend aus Wohnhaus, Pferdestall, Kuhstall, Remise, Scheunen, Taubenhaus, Holzschuppen, Kelter und weiteren Gebäuden. Eine Beschreibung aus dem Jahr 1700 zeugt davon, dass die Vorgängeranlage zu Beginn des 18. Jahrhunderts noch existierte.
Das neue Schloss wurde binnen sechs Jahren fertiggestellt. Welcher Architekt die Pläne für den Neubau lieferte, ist nicht bekannt. Möglicherweise war es François Mansart, jedoch ist dies bisher nicht bewiesen. Das Ende der Bauarbeiten ist durch einen Bericht überliefert, der von einem Besuch Nicolas de Parisʼ, des Generalvikars von François II. de Harlays, dem damaligen Erzbischofs von Rouen, 1646 in der Kapelle in Barville erzählt. Nach Fertigstellung des Hauptgebäudes (Logis) kaufte Pierre Le Marinier am 13. Mai 1648 für 16.500 Livres von Jacques de La Taille auch noch die benachbarte Baronie Caniel, sodass sein Sohn Balthazar nach Pierres Tod 1662 neben dem Schloss auch viel Landbesitz erbte. Balthazar heiratete 1663 Geneviève de Becdelièvre und veräußerte Schloss und Seigneurie Cany (ohne die Baronie Caniel) am 3. Juni 1683 an seinen Schwiegervater Pierre III. de Becdelièvre, Marquis de Quévilly. Dessen Sohn Pierre IV. kaufte am 30. Juni 1713 die Baronie Caniel wieder hinzu.
Bei Pierres kinderlosem Tod im Jahr 1726 folgte ihm erst sein Neffe Claude und 1728 dessen jüngerer Bruder Louis als Schlossherr nach. Louisʼ Sohn Pierre Jacques Louis erbte das Anwesen 1740 und engagierte 1760 den Pariser Architekten Chaussard, um die südlich vorgelagerten Wirtschaftsgebäude sowie den barocken Garten mit zwei Parterres, Teichen und Kanälen zu verändern oder zu beenden. Schloss und Herrschaft gelangten 1771 an Louisʼ Enkel Anne Louis Roger, der am 26. Juni 1789 verstarb. Er hinterließ Schloss Cany seiner Tochter Armande Louise Marie, die am 18. Januar 1789 Anne Christian de Montmorency-Luxembourg heiratete. Um den Besitz vor der Konfiskation während der Französischen Revolution zu bewahren, ließ sie sich 1792 von ihrem ausgewanderten Mann scheiden, denn Eigentum von emigrierten Adeligen wurde in jener Zeit vom Staat eingezogen. Allerdings wurde die Schlossherrin gemeinsam mit ihrer Schwester in der Revolutionszeit verhaftet und inhaftiert. Ihr Schloss Cany wurde anschließend doch beschlagnahmt und als Gefängnis genutzt. Allerdings erreichte Armande, dass ihr der Familienbesitz 1795 zurückgegeben wurde. Nachdem Anne Christian de Montmorency-Luxembourg 1801 von der Liste der adeligen Emigranten gestrichen worden war, heiratete das Paar ein zweites Mal und bewohnte das Schloss ab 1802 wieder selbst.

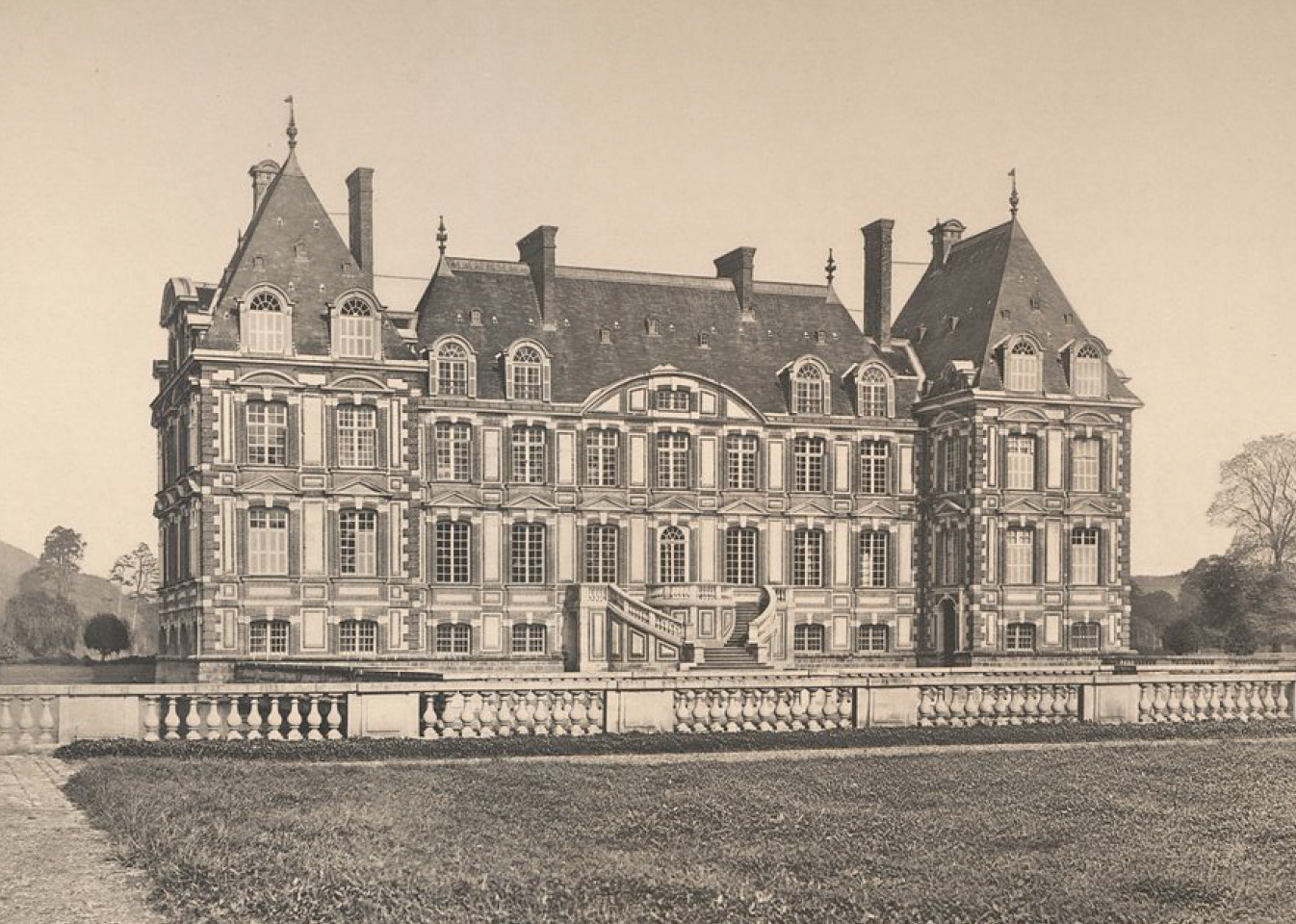
Schloss Cany am Ende des 19. Jh.

Ihr Sohn Edouard ließ das gesamte Anwesen um 1830 instand setzen und im Inneren modernisieren. Dazu gehörten auch die Überholung der Schlossfassade und die Umgestaltung des Schlossparks zu einem Landschaftsgarten. Gleichzeitig entstand die zweiläufige Freitreppe an der Südfassade des Hauptgebäudes nach Plänen des Architekten Antoine-Nicolas Louis Bailly. Aus Edouards Ehe mit Léonie de Croix de Dadizeele hatte er keinen Sohn, und so fiel das Erbe bei seinem Tod den beiden Töchtern zu. Sie teilten den Besitz unter sich auf. Die ältere von beiden, Anne-Marie Josephe, erbte Schloss Cany und brachte es ihrem Mann Antoine dʼHunolstein zu. Durch die Heirat ihrer Enkelin Anne-Marie dʼHunolstein im Jahr 1926 mit Louis de Dreux-Brézé fiel das Anwesen an die Familie des Bräutigams. 2011 übernahm es Laure Normand von ihrem Vater Antoine de Dreux-Brézé und führt die Geschäfte nun gemeinsam mit ihrem Ehemann Antoine fort. Die Familie gab das Schloss schon vor über 30 Jahren als Wohnsitz auf und bewohnt seither ein Gebäude des ehemaligen Wirtschaftshofes südwestlich des Hauptgebäudes. Bis 2006 fand alljährlich im Juli ein Fahrturnier der École Sainte Jeanne d’Arc im Schlosspark statt. Im Hauptgebäude ist ein Interieurmuseum eingerichtet, das derzeit (Stand: September 2022) wegen Restaurierungsarbeiten aber geschlossen ist. Der Park des Anwesens kann jedes Jahr im Juli und August entgeltlich besichtigt werden.

## Beschreibung
Das Schloss steht im Tal der Durdent inmitten eines 30 Hektar großen Parks mit geometrisch gestalteten Wasserflächen, die von der Durdent gespeist werden. Rund 50 Kilometer nordwestlich von Rouen gelegen, markierte die Anlage früher die Kreuzung zweier Straßen: der von Fécamp nach Dieppe und jener von Yvetot nach Veulettes-sur-Mer.

### Architektur
Eine über 280 Meter lange Allee führt geradlinig von Westen auf ein Gittertor mit dem Wappen der Familie Becdelièvre zu. Es ist eines von vier Toren, die Zutritt zum etwa 68 × 151 m² großen Vorhof südlich des Logis gewähren. Er besteht aus mehreren rechteckigen Rasenflächen, die durch symmetrisch angelegte Wege voneinander getrennt sind. Sein südliches Ende bildet einen Halbkreis, der von einem breiten Wassergraben gleicher Form begrenzt wird. An den Längsseiten des Hofs im Westen und Osten stehen symmetrisch gestaltete, langgestreckte Gebäudetrakte, die früher einmal zu Wirtschaftszwecken dienten. Sie stammen aus dem Jahr 1702 und sind somit jünger als das Hauptschloss. Früher wurden sie als Marstall und Remise genutzt. Nördlich von ihnen stehen zwei freistehende, dreiachsige Pavillons. Diese um 1700 errichteten Bauten markieren die südlichen Ecken des Wassergrabens, der das Logis umgibt. Der östliche Pavillon diente früher als Schlosskapelle, während der westliche als Archiv genutzt wurde. Ihre schiefergedeckten Dächer wurden 2010 erneuert, nachdem dies 1890 zum letzten Mal geschehen war.

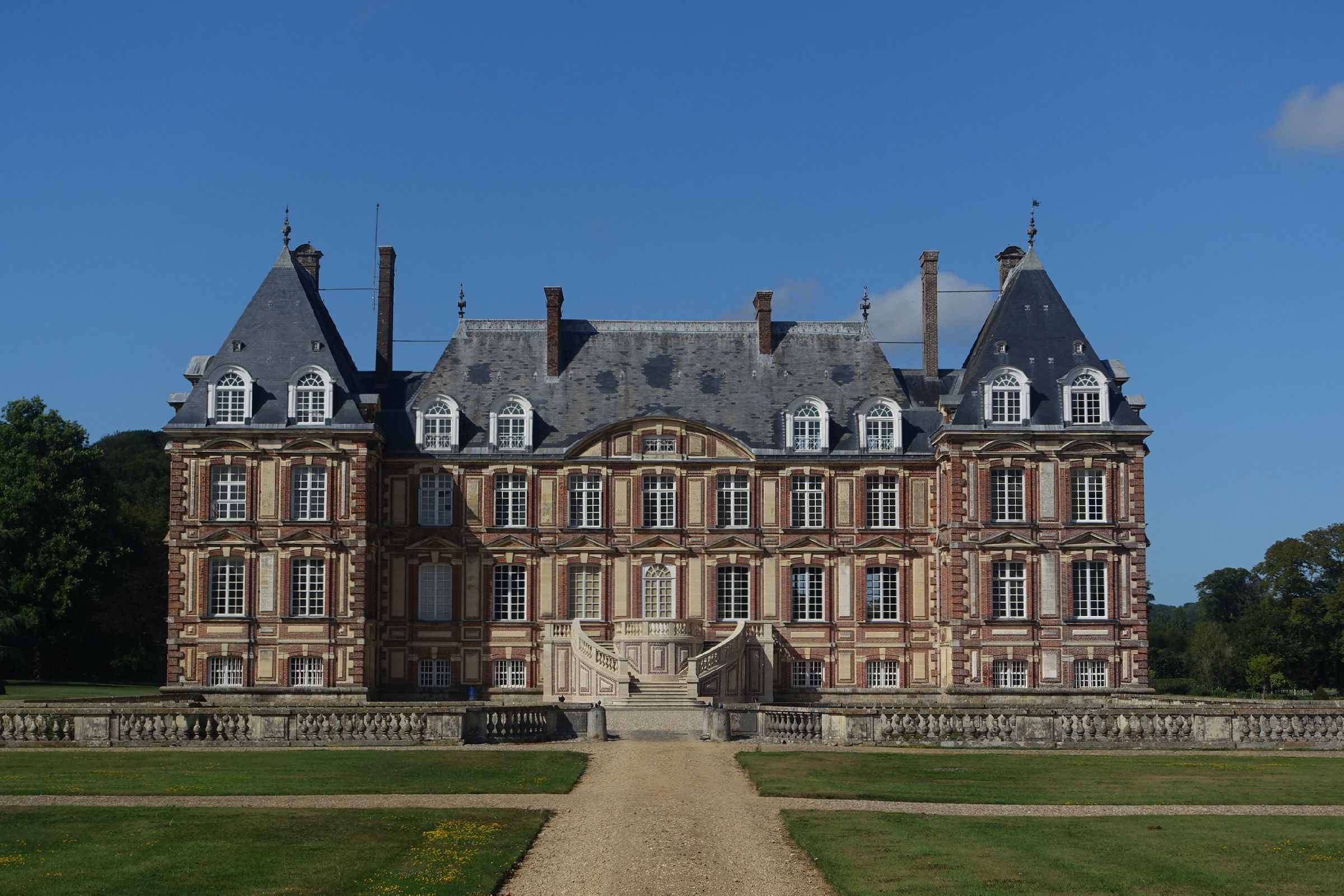
Südansicht des Logis

Das Logis steht auf einer rechteckigen Insel und ist allseitig von einem etwa 11,5 Meter breiten Wassergraben umgeben. Zugang zur Insel gewährt eine gemauerte Brücke an der Südseite aus dem Jahr 1782, die seinerzeit eine Zugbrücke ersetzte. Die gesamte Nordseite der Insel wird vom Logis eingenommen. Vor ihm liegt kein sonst üblicher Ehrenhof, sondern eine kiesbestreute Esplanade, die von einer steinernen Balustrade umgeben ist. Das zweigeschossige Logis wurde aus Materialien der Region erbaut und ist typisch für den Louis-treize-Stil. Seine Gestalt wird durch die drei Farben der Baumaterialien – rote Mauerziegel, heller Haustein für Fenster- und Türeinfassungen, dunkler Schiefer für die Dachpartien – bestimmt. Die Art der Mauerwerksgestaltung wird im Französischen brique-et-pierre genannt. Weil das Gebäude von 1640 bis 1646 in einem Zug errichtet und anschließend kaum mehr verändert wurde, besitzt es ein sehr einheitliches Aussehen. Es besteht aus einem siebenachsigen Corps de Logis, das an seinem Ost- und Westende von kurzen, pavillonartigen Seitenflügeln mit zwei Achsen und zwei Geschossen begrenzt wird. Alle drei Bauteile besitzen schiefergedeckte Walmdächer, wobei jene der Seitentrakte etwas höher sind als jenes des Mittelteils. Alle Fensteröffnungen des Gebäudes besitzen einen flachen Segmentbogen mit Schlussstein. Die Fenster des Hochparterres sind von einem Dreiecksgiebel bekrönt. Im Obergeschoss der Seitentrakte finden sich über den Fenstern Rundbogengiebel als Zier. Das Backsteinmauerwerk der Felder zwischen den Fenstern ist hell verputzt. Die mittleren drei Achsen des Corps de Logis sind auf Dachhöhe unter einem rundbogigen Giebel zusammengefasst. Die zwei Vollgeschosse des Gebäudes erheben sich auf einem Sockelgeschoss, das niedriger ausgeführt wurde. Zum mittig gelegenen Eingang an der Südseite des Hochparterres führt eine zweiläufige Ehrentreppe hinauf. Sie besitzt die Form eines Hufeisens und steinerne Balustergeländer. Die Läufe enden auf einem halbkreisförmigen Altan vor dem Eingang.

### Innenräume
Im Inneren sind große Teile der Einrichtung aus dem 17. und 18. Jahrhundert erhalten, die heute als Bestand eines Interieurmuseums dienen. Ihre Vollständigkeit ist eine Seltenheit, denn oft wurden die Ausstattungen französischer Schlösser in der Revolutionszeit verkauft und in alle Winde verstreut. Zu den besonderen Stücken, die den Besuchern gezeigt werden, zählen zahlreiche Familienporträts, asiatisches Porzellan und ein aufwändig gearbeitetes Baldachinbett. Die kunsthistorisch bedeutendsten Stücke sind jedoch Tapisserien aus dem 15. und 16. Jahrhundert, die unter den Grafen von Hunolstein restauriert wurden und 1880 in einer Ausstellung des Musée des Arts décoratifs in Paris zu sehen waren.
Im Sockelgeschoss des Logis liegen die einstigen Wirtschaftsräume, darunter Lagerräume, der Weinkeller, der Aufenthaltsraum für Bedienstete und die Schlossküche mit Ofen, in der alte Küchengeräte und Geschirr ausgestellt sind. Zwei Treppen in den Seitenflügeln verbinden das Sockelgeschoss mit den darüberliegenden Etagen. Sie scheinen aus dem 18. Jahrhundert zu stammen und einfacher gestaltete Vorgängerinnen ersetzt zu haben.

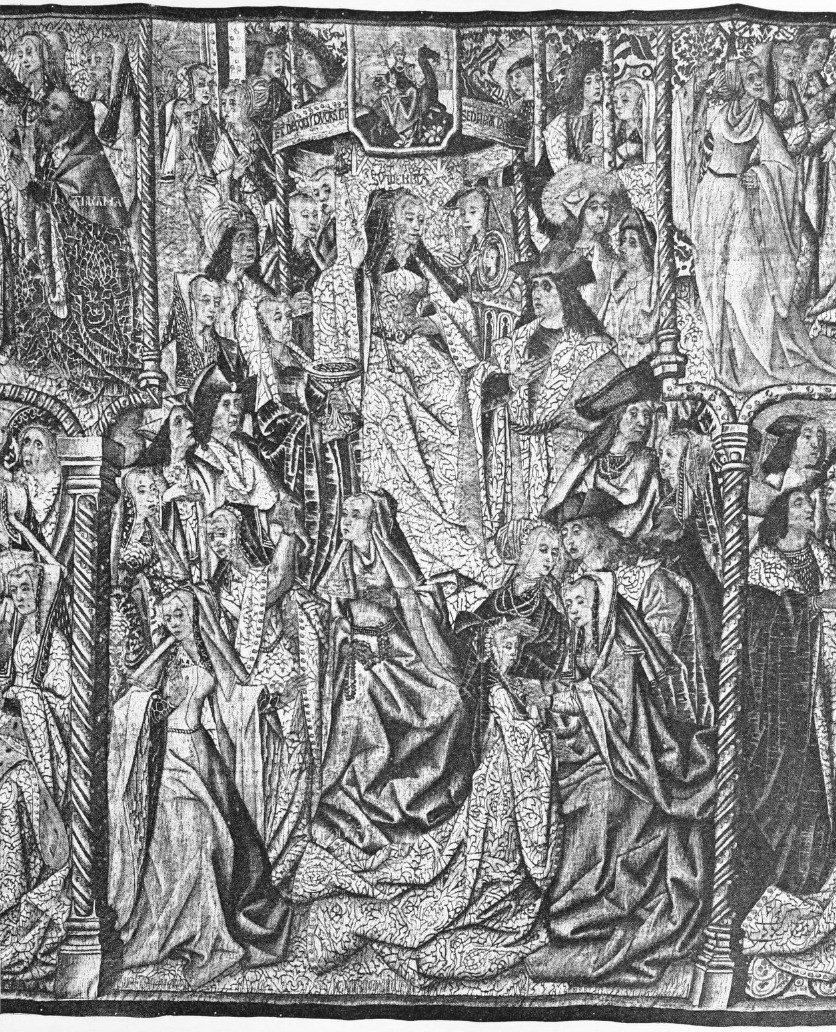
Detail aus einer der flämischen Tapisserien

Im Hochparterre befinden sich die Repräsentationsräume. Im östlichen Seitenflügel liegt ein Wohnappartement, während dieses Geschoss im westlichen Seitentrakt eine Bibliothek mit 4000 Werken aufnimmt. Im Corps de Logis befinden sich drei aufeinanderfolgende Räume, bestehend aus einem großen mittig liegenden Raum, der von zwei kleineren Salons flankiert wird. Der Grüne Salon (französisch Salon vert) besitzt Boiserien im Régence-Stil mit Rocailleelementen und Jagd- sowie Musikmotiven. Möglicherweise wurde er früher als Musikzimmer genutzt. Der zweite Salon diente als Esszimmer und besitzt eine weiße Täfelung in Stil des Louis-seize.
Im Obergeschoss der beiden Seitenpavillons liegen weitere Appartements mit gleicher Raumaufteilung wie im Hochparterre des Ostpavillons. Das Corps de Logis besitzt in diesem Stockwerk eine Abfolge von vier Räumen, die über einen langen Korridor erschlossen sind. In diesen Zimmern ist eine kostbare Sammlung flämischer Tapisserien zu sehen. Dazu zählen folgende Wandbehänge:
- ein dreiteiliges Set mit Darstellungen der Tugenden und Laster gemeinsam mit biblischen Figuren
- eine Bildwirkerei mit historischen Szenen; allerdings ist die Identität der dargestellten Personen nicht zweifelsfrei geklärt.
- drei zusammengehörende Tapisserien mit Motiven aus der Geschichte von Psyche aus der Regierungszeit Karls VI. oder Karls VII.
- ein Wandbehang mit der Darstellung eines Raums in einem Palast mit Personen, deren Kleidung in die Zeit Ludwigs XI. zu datieren ist
- eine Tapisserie vom Anfang des 16. Jahrhunderts, die den Aufbruch zu einer Jagd darstellt